# Киото (станция)

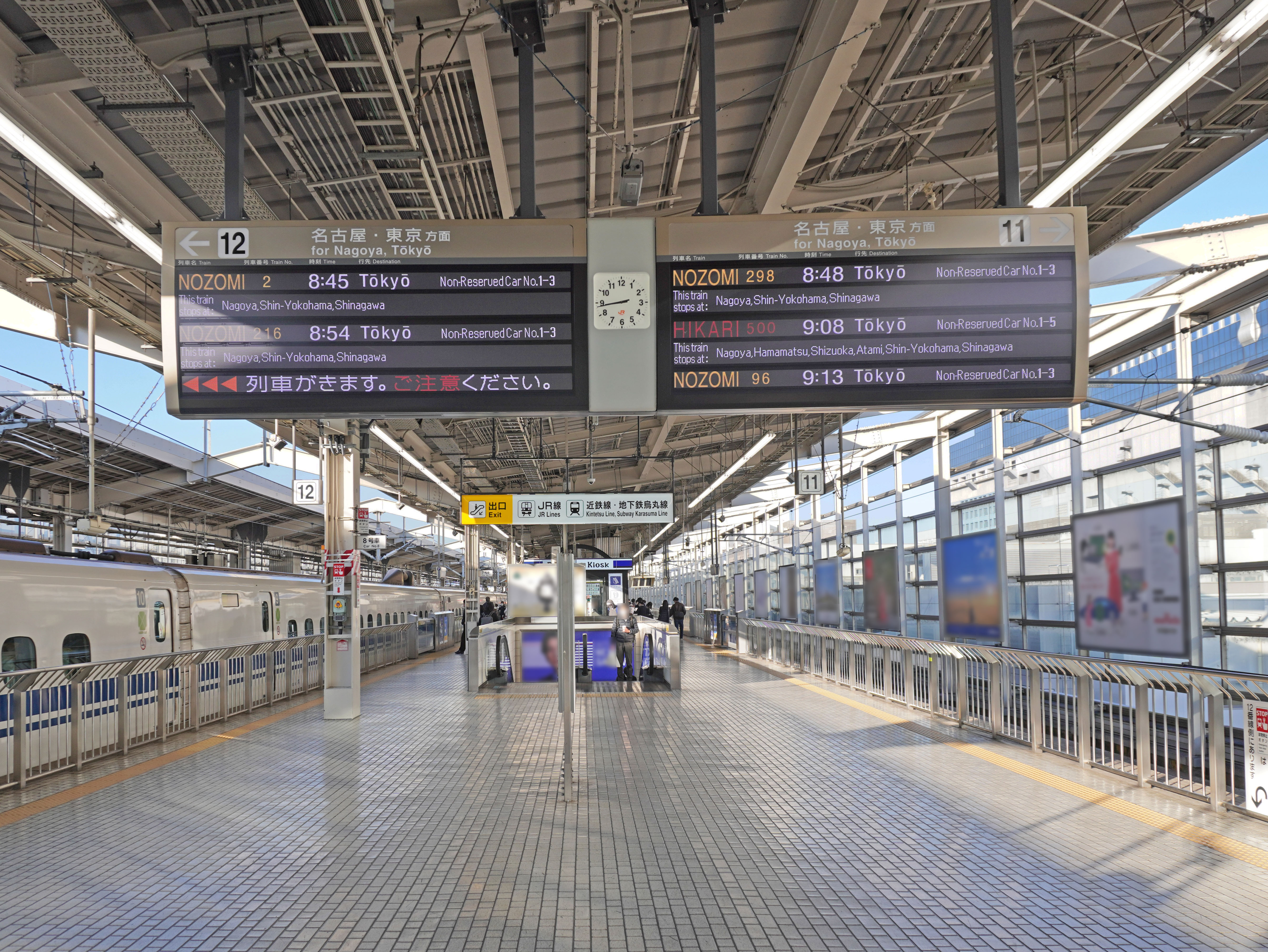
Платформа станции Токайдо-синкансэн.

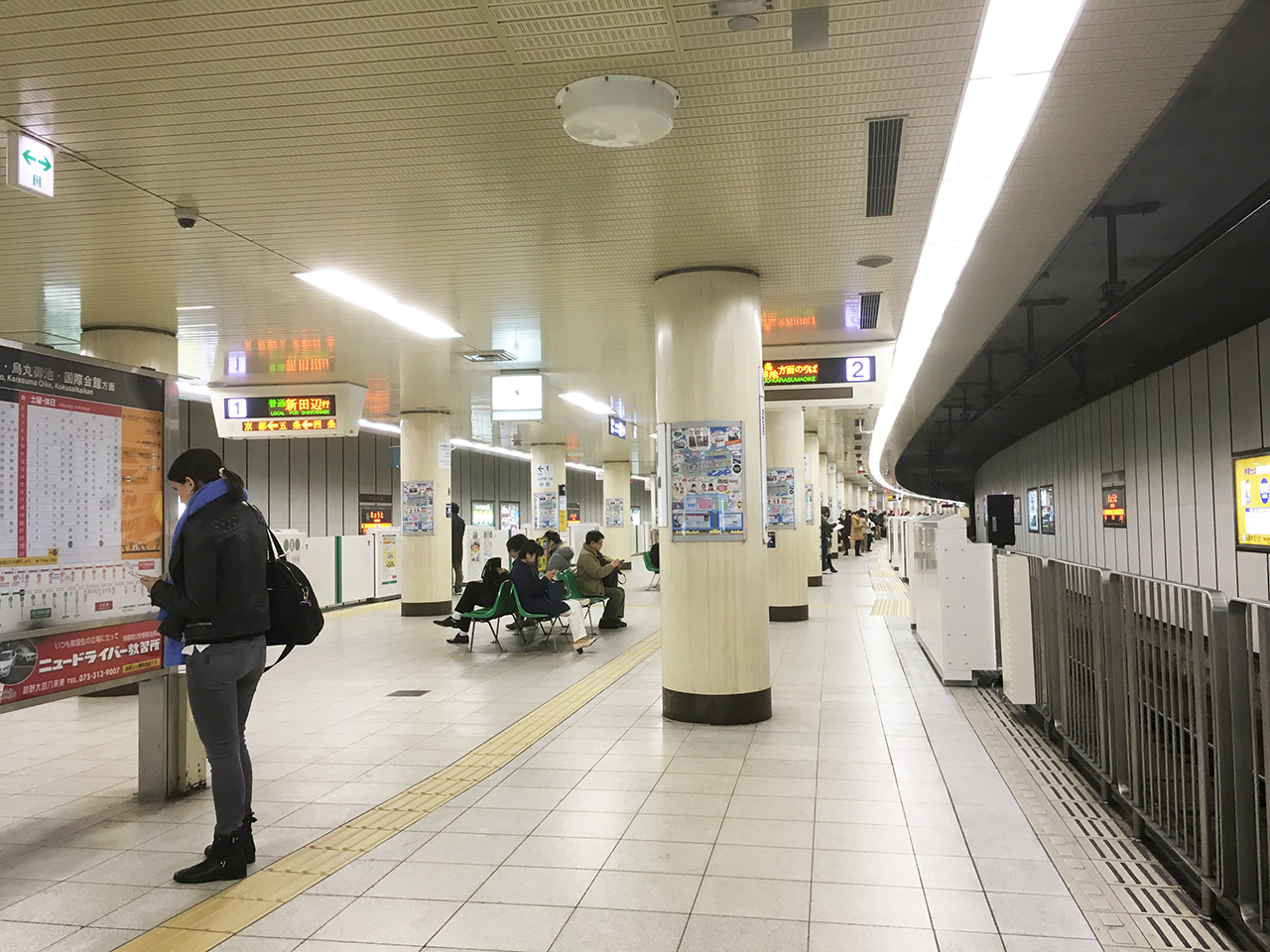
Платформа линии Карасума.

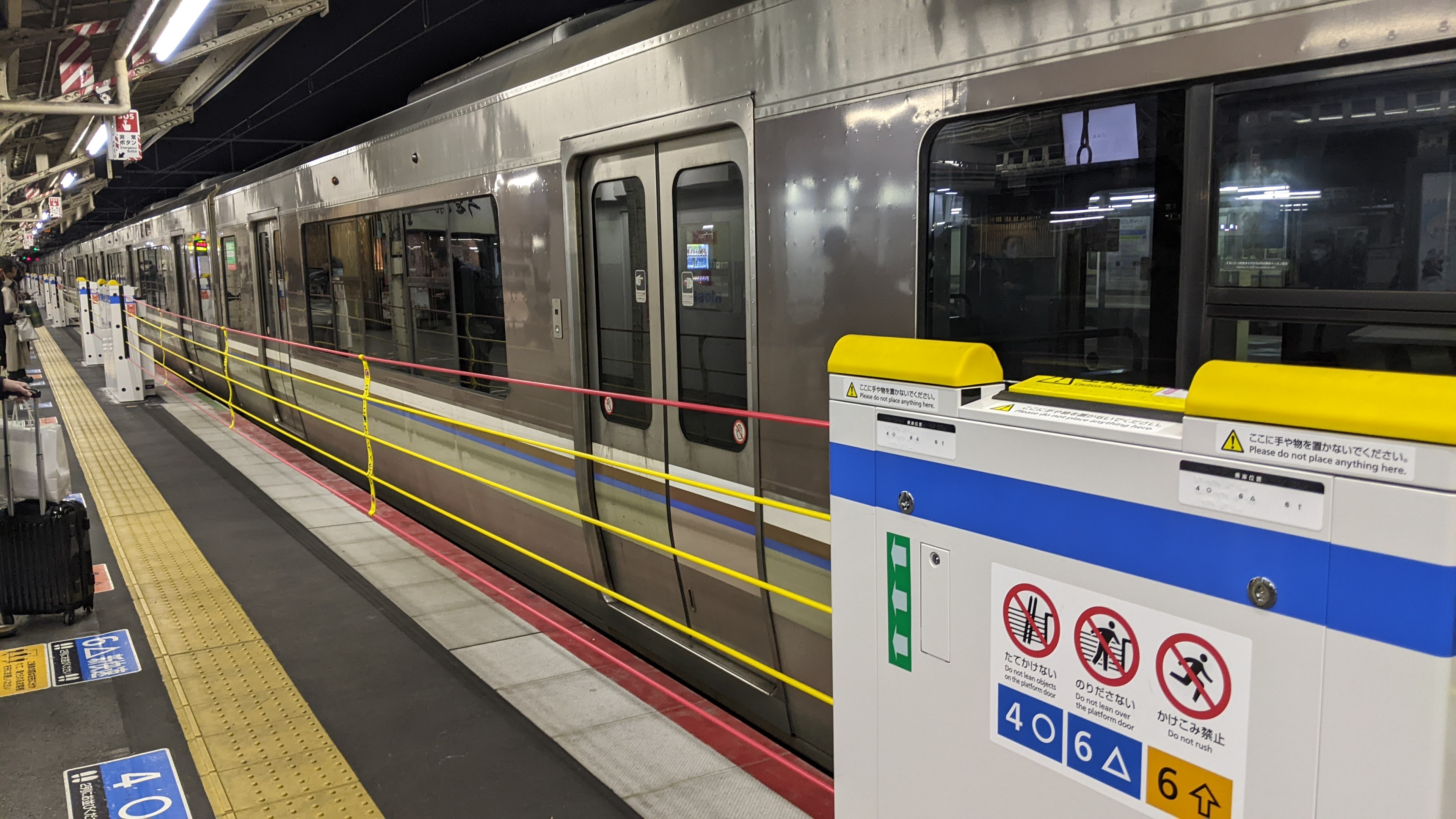
Платформа №5 линии JR Киото

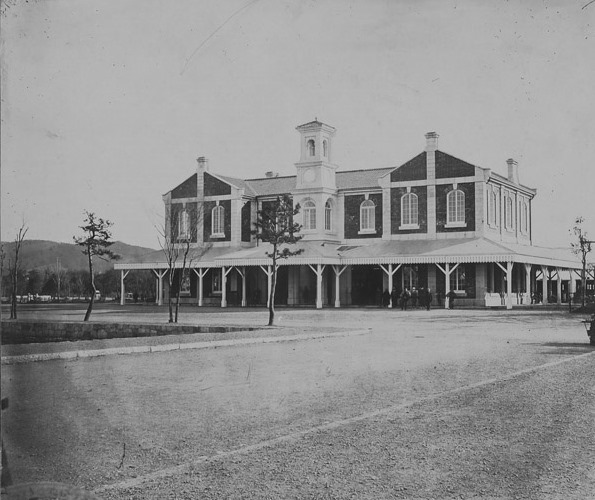
1880

Станция Киото (яп. 京都駅 Кё:то эки) — железнодорожная станция, расположенная в районе Симогё японского города Киото. На станции установлены автоматические платформенные ворота.

## Линии
Киото обслуживается следующими линиями:
JR West
Линия Токайдо
Линия Косей
Линия Нара
Линия Санъин
JR Central
Токайдо-синкансэн
Kintetsu Railway
Линия Кинтэцу Киото
Киотский метрополитен
Линия Карасума